# Dactylochelifer mongolicola
Dactylochelifer mongolicola är en spindeldjursart som beskrevs av Beier 1970. Dactylochelifer mongolicola ingår i släktet Dactylochelifer och familjen tvåögonklokrypare. Inga underarter finns listade i Catalogue of Life.